# Hafen Fürth

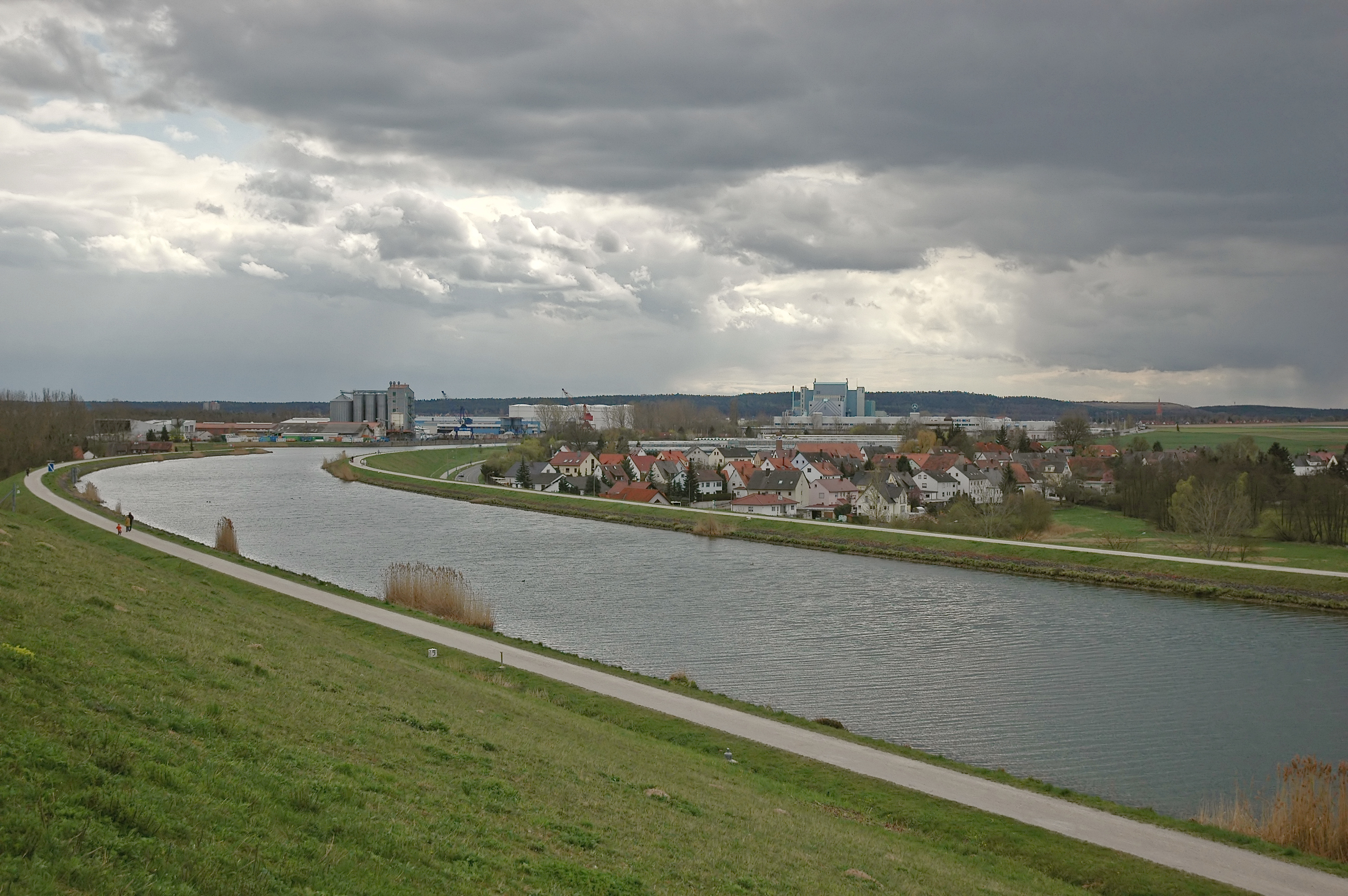
Hafen Fürth, rechts Atzenhof

Der Hafen Fürth ist ein Hafen- und Gewerbegebiet und zugleich ein Stadtteil im Westen der kreisfreien Stadt Fürth in Mittelfranken.

## Geographie
Die Lände Fürth liegt vier Kilometer nordwestlich des Stadtkernes von Fürth zwischen den Gemeindeteilen Atzenhof und Unterfarrnbach und ist ein knapp 15 Hektar großes reines Hafengebiet am Main-Donau-Kanal. Das Gebiet ist eine lettengründige Ebene oberhalb des 1 km östlich verlaufenden Regnitzgrundes. Es liegt bei Kanalkilometer 55 Ost an der Haltung Kriegenbrunn des Main-Donau-Kanales auf einer Höhe von 305 m ü. NHN. Nördlich überquert der Kanal die Zenn in einer mächtigen Stahltrogbrücke, bevor diese in 2,5 km Entfernung mit der Regnitz zusammenfließt.

## Geschichte
Bereits seit den 1840er Jahren führte der Ludwig-Donau-Main-Kanal südlich an Fürth vorbei. Nach Schäden im Zweiten Weltkrieg wurde dieser, auch aufgrund der nicht mehr zeitgemäßen Beförderungskapazitäten, um 1950 herum aufgelassen. In den 1960er Jahren wurde dieser im Fürther Stadtbereich als Trassenführung der Bundesautobahn 73 überbaut, die dort meist Frankenschnellweg genannt wird, und die Planungen und Bautätigkeiten für den Kanalneubau begannen. Als Gelände wurde das Flurstück Bodenfeld ausgewählt, da sich in unmittelbarer Nähe sowohl das damals von der United States Air Force als Militärstützpunkt genutzte Flugplatzgelände in Atzenhof befand als auch ein Gleisanschluss von der bereits bestehenden Bahnstrecke Fürth–Würzburg als zusätzliches Abzweig- und Ausziehgleis einfach herzustellen war. Somit wäre an einem einzigen Ort an der Lände Fürth der direkte moderne und leistungsfähige quadmodale Umschlag von Luft/Schiene/Schiff/Straße möglich gewesen. Der Flugbetrieb wurde allerdings bereits vor der Fertigstellung des Kanales eingestellt, das Flugplatzgelände erst 1993 an die Bundesrepublik Deutschland zurückgegeben und steht heute unter Denkmalschutz. 
Im Sommer 1972 gingen die Anlagen auf der Nordrampe des Kanales dann in den trimodalen Betrieb.

## Gewerbe und Infrastruktur
Die Gesamtfläche der Lände Fürth von circa 14 Hektar ist voll genutzt und wird von den Hafenanlagen selbst, Lagerhäusern (1 ha), Lagerflächen (3,5 ha), Silos, Tanks (6 ha) und Verkehrswegen belegt. Umgeschlagen werden hauptsächlich Steine, Schüttgut, Land- und Forstwirtschaftliche Erzeugnisse, Futter- und Düngemittel sowie Metallwaren und Metallabfälle, Erze, Mineralölerzeugnisse und Brennstoffe. Es stehen ein 16 t und ein 20 t Kran, Pumpen, Förderbänder, Flurfördermittel und eine 50 t Waage sowie großzügig dimensionierte Lagermöglichkeiten zur Verfügung, die derzeit von etwa 28 Beschäftigten betreut werden. Eine Zollabfertigung vor Ort ist möglich. Es können bei einer Kailänge von 560 Meter entweder zwei Schubverbände mit 185 m Länge plus ein Gütermotorschiff (90 m) oder vier Groß-Gütermotorschffe à 110 m Länge gleichzeitig festmachen und geleichtert oder beladen werden. Direkt gegenüber, bei MDK km 55 West gibt es Liegeplätze für zwei bis drei weitere Schiffe, wobei allerdings nur für eines eine gesonderte Anlegestelle mit Schwimmponton und gesichertem Landesteg vorhanden ist. Diese werden aber nur bei Wartezeiten oder Betriebsstörungen des Kanales in Anspruch genommen. Direkt nördlich der Lände besteht eine Schiffskehre; Wasserfahrzeuge bis zu einer Länge von 135 m können dort wenden.
Sechs Kilometer südlich, bei RMD-km 61,6 Süd bestand die Fahrgastlände Fürth. ⊙

## Verkehr
Die Lände Fürth hat über die parallel zum Kanal verlaufende Hafenstraße in 1,5 km Entfernung eine direkte Anbindung zur Bundesstraße 8 (die dort Südwesttangente genannt wird) und eine eigene, mit bis zu 70 Tonnen belastbare Auffahrt.